# 前南庄陀罗尼经幢
前南庄陀罗尼经幢，位于中国河北省廊坊市前南庄，为廊坊市安次区的一个省级文物保护单位，类型为古建筑，公布时间为1993年7月15日。
前南庄陀罗尼经幢的历史年代为辽代。